# Pre-Creedence
Pre-Creedence är ett samlingsalbum av Creedence Clearwater Revival. Låtarna spelades in när de hette The Golliwogs. Albumet släpptes 1975 då gruppen hade upplösts.

## Låtlista
1. Don't Tell Me No Lies
2. Little Girl (Does Your Mama Know)
3. Where You Been
4. You Came Walking
5. You Can't Be True
6. You Got Nothin' On Me
7. Brown-Eyed Girl
8. You Better Be Careful
9. Fight Fire
10. Fragile Child
11. Walking on the Water
12. You Better Get It Before It Gets You
13. Porterville
14. Call It Pretending

## Medverkande musiker
- John Fogerty sologitarr, sång
- Stu Cook bas, piano
- Doug Clifford trummor
- Tom Fogerty kompgitarr, sång